# 花房太郎
花房 太郎（はなぶさ たろう、1873年（明治6年）4月19日 - 1932年（昭和7年）8月22日）は、明治から昭和初期の海軍軍人、政治家、華族。最終階級は海軍少将。貴族院子爵議員。

## 経歴
東京府出身、本籍岡山県。外交官・花房義質の長男として生まれる。1897年（明治30年）10月、海軍兵学校（24期）を卒業し、1898年（明治31年）4月、海軍少尉任官。
1899年（明治32年）6月、磐手回航委員としてイギリスに出張し、1901年（明治34年）5月に帰国。その後、天城航海長心得、千早航海長心得、同航海長などを経て、1903年（明治36年）10月、千歳航海長に就任して日露戦争に出征し日本海海戦などに参戦した。以後、兵学校航海術教官兼監事、横須賀鎮守府参謀兼望楼監督官、富士航海長心得、壱岐航海長、伊吹航海長兼呉海軍工廠艤装員、対馬副長、皇族附武官兼軍事参議官副官・威仁親王附属、兼元帥副官・元帥大将威仁親王附、軍令部出仕、宗谷副長、比叡副長、千早艦長などを務め、1916年（大正5年）12月、海軍大佐に昇進し阿蘇艦長に就任。父の死去に伴い1917年（大正6年）8月10日、子爵を襲爵。
さらに、若宮艦長、兼艦隊航空隊司令、軍令部出仕、皇族附武官兼軍事参議官副官・大将依仁親王附属、軍令部出仕（第三班）などを歴任し、1921年（大正10年）12月、海軍少将に昇進と同時に待命となり、1922年（大正11年）12月休職、1923年（大正12年）3月31日予備役編入、1929年（昭和4年）4月19日後備役となった。
1925年（大正14年）7月10日、貴族院子爵議員に選出され、研究会に所属して活動し死去するまで在任した。

## 栄典
位階
- 1917年（大正6年）5月21日 - 従四位[11]
- 1923年（大正12年）4月30日 - 正四位[12]

勲章等
- 1906年（明治39年）4月1日 - 功五級金鵄勲章・勲五等双光旭日章・明治三十七八年従軍記章[13]
- 1920年（大正9年）11月1日 - 勲三等旭日中綬章[14]
- 1932年（昭和7年）8月22日 - 昭和六年乃至九年事変従軍記章[15]

## 親族
- 妻 花房静子（香川敬三四女）[2]
- 妹の夫に鮫島具重